# Pseudoarcyptera cephalica
Pseudoarcyptera cephalica är en insektsart som först beskrevs av Bolívar, I. 1914.  Pseudoarcyptera cephalica ingår i släktet Pseudoarcyptera och familjen gräshoppor. Inga underarter finns listade i Catalogue of Life.